# Ergotyzm
Ergotyzm (łac. ignis sacer ‘święty ogień’) – efekt zatrucia alkaloidami sporyszu.
Przyczyną jest grzyb, buławinka czerwona (Claviceps purpurea), który infekuje ryż oraz inne zboża i trawy, pochodne jego alkaloidów znalazły zastosowanie w leczeniu migreny (ich stosowanie jest przyczyną niektórych zatruć). Ergotyzm jest także znany jako ogień świętego Antoniego.
Objawy obejmują: silny i palący ból, zaczerwienienie skóry, gorączkę, leukocytozę, halucynacje, manię, drgawki, niedokrwienia prowadzące do martwicy tkanek (w szczególności kończyn), niewydolność nerek.